# El Kharrouba
El Kharrouba (în arabă الخروبة) este o comună din provincia Boumerdès, Algeria.
Populația comunei este de 10.885 de locuitori (2008).